# 요도강
요도강(일본어: 淀川 요도가와[*])은 일본 혼슈 오사카부의 주요 강이다. 일부 구간에서는 세타강(瀬田川), 우지강(宇治川)으로 불린다. 강의 수원은 북쪽 시가현의 비와호이다.
요도가와강은 시가현에서 대개 세타강으로 불리고 오쓰시의 호수의 남쪽 출구에서 시작된다. 호수의 수위를 조절하기 위한 댐이 있다. 하류로 가면서 세타강은 교토부를 흐르고 이름을 우지강으로 바꾸며 다른 두 개의 강인 가쓰라가와강, 기즈강과 합쳐진다. 가쓰라가와강은 교토부의 산에 발원지가 있는 반면에 기즈강은 미에현에 있다. 세 강은 합쳐져 요도가와강으로 불리고 남쪽으로 흘러 오사카를 통과해 오사카만으로 빠져 나간다. 강은 관개와 수력 발전에 사용된다.